# Nadleśnictwo Zwierzyniec
Nadleśnictwo Zwierzyniec – nadleśnictwo należące do Regionalnej Dyrekcji Lasów Państwowych w Lublinie, zlokalizowane w południowej części RDLP Lublin. Leży w całości w województwie lubelskim, obejmując swym zasięgiem terytorialnym trzy powiaty, 12 gmin i trzy miasta. 
1 stycznia 1990 część Nadleśnictwa Zwierzyniec (46 ha) włączono do Zwierzyńca, w związku z otrzymaniem przez niego statusu miasta.

## Historia

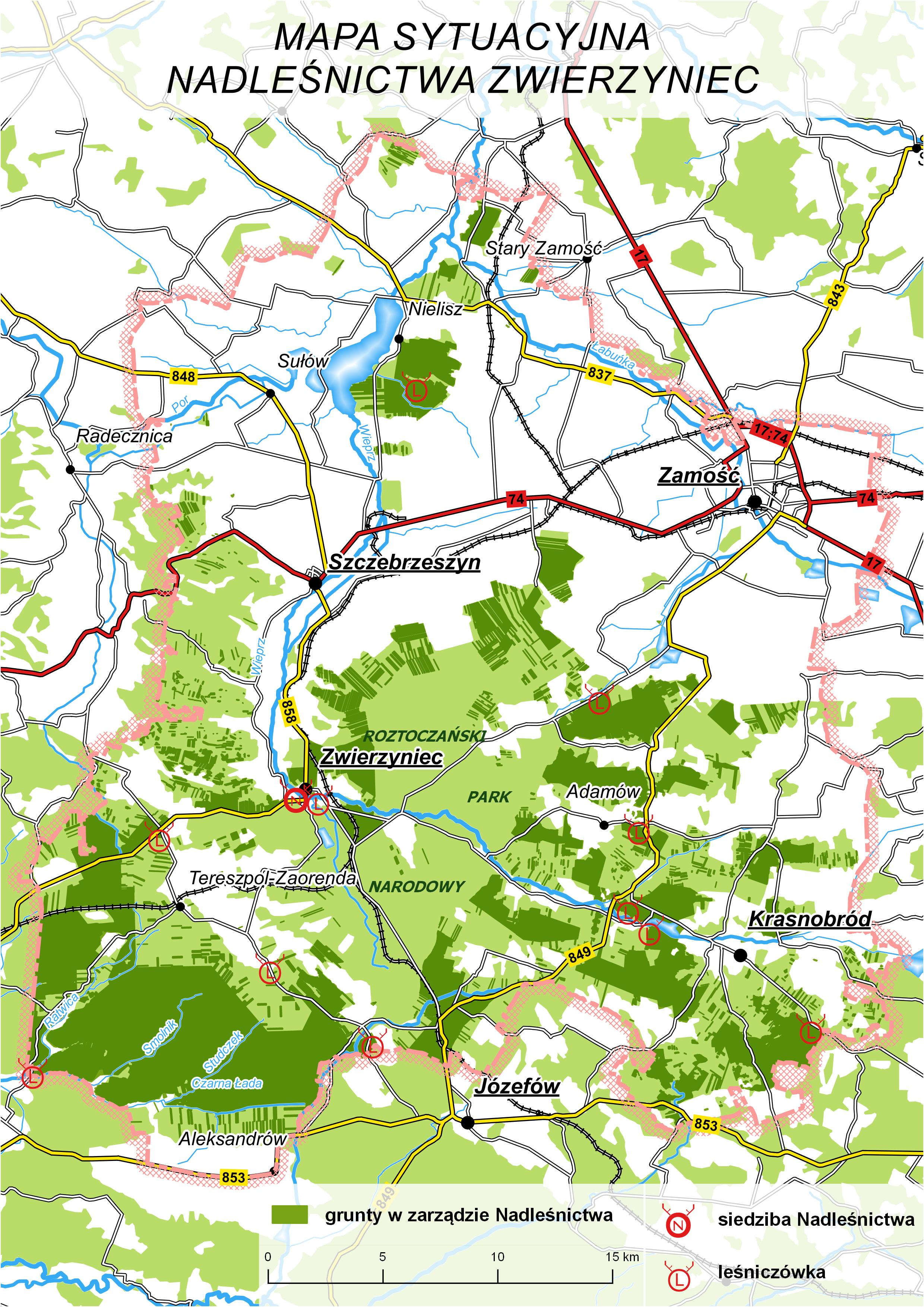
Mapa sytuacyjna zasięgu terytorialnego Nadleśnicwa Zwierzyniec

Lasy obecnego Nadleśnictwa Zwierzyniec stanowiły przed wojną własność prywatną. Po jej upaństwowieniu w 1944 na mocy dekretów PKWN utworzono w 1945 r. nadleśnictwa Krasnobród, Kosobudy, Zwierzyniec i Tereszpol. W wyniku reorganizacji w 1972 r., z nadleśnictw Kosobudy, Zwierzyniec i Krasnobród utworzono Nadleśnictwo Zwierzyniec o powierzchni 16 359 ha. Natomiast byłe Nadleśnictwo Tereszpol włączono do Nadleśnictwa Biłgoraj. W 1974 r. z części gruntów nadleśnictw Kosobudy i Zwierzyniec utworzono Roztoczański Park Narodowy, powiększany w latach 1979, 1990 i 1995. W 2010 utworzono Leśny Ośrodek Nasienny na bazie wcześniejszej wyłuszczarni nasion.Od 2014 roku Nadleśnictwo Zwierzyniec zarządza gruntami Skarbu Państwa o powierzchni 17 165 ha.

## Podział terytorialny
Nadleśnictwo podzielone jest na dwa obręby leśne Tereszpol i Zwierzyniec oraz 12 leśnictw.
- Obręb Tereszpol
  - Leśnictwo Brodziaki
  - Leśnictwo Bukownica
  - Leśnictwo Górecko
  - Leśnictwo Kukiełki
  - Leśnictwo Smolnik

- Obręb Zwierzyniec
  - Leśnictwo Adamów
  - Leśnictwo Debry
  - Leśnictwo Nowiny
  - Leśnictwo Podzamcze
  - Leśnictwo Wólka
  - Leśnictwo Zielone
  - Leśnictwo Zwierzyniec